# 쇼와촌 (나라현)
쇼와촌(昭和村)은 나라현 북서부, 이코마군에 속해있던 촌이다.

## 역사
- 1935년 2월 11일 - 히라바타촌, 혼다촌이 합병해 성립하였다.
- 1953년 12월 10일 - 고리야마정에 편입해 소멸하였다.

## 교통

### 철도
- 긴테쓰 닛폰 철도
  - 가시하라선
  - 덴리선

### 도로
- 1급국도 제25호선